# Abwrackwerften in Brownsville
Koordinaten: 25° 58′ 50,7″ N, 97° 19′ 16,9″ W
Zu den Abwrackwerften in Brownsville gehören drei Abwrackwerften in Brownsville (Texas).
Von den Unternehmen All Star Metals, International Shipbreaking und SteelCoast werden überwiegend außer Dienst gestellte Schiffe der United States Navy und der United States Maritime Administration verwertet. Die Betriebe liegen am Brownsville Ship Channel, der den Tiefwasserhafen mit dem Golf von Mexiko verbindet. International Shipbreaking ist die bislang einzige Abwrackwerft in den USA, die für die Demontage von Schiffen mit EU-Flagge zertifiziert ist.

## Abgewrackte Schiffe (Auswahl)
- Iwo Jima (1993), amphibisches Angriffsschiff
- Suffolk County (1999), Landungsfahrzeug
- Moosbrugger (2006), Zerstörer
- Jason (2007), Werkstattschiff
- John Hancock (2007), Zerstörer
- Saipan (2009), amphibisches Angriffsschiff
- Vincennes (2010), Lenkwaffenkreuzer
- Forrestal (2013), Flugzeugträger
- Saratoga (2014), Flugzeugträger
- Ranger (2015), Flugzeugträger
- John F. Kennedy (2025), Flugzeugträger